# Sócrates Zuzunaga Huaita
Iván Edilberto Sócrates Zuzunaga Huaita (* 1954 in Pausa, Provinz Páucar del Sara Sara, Region Ayacucho, Peru) ist ein peruanischer Schriftsteller, Dichter, Übersetzer und Literaturwissenschaftler, der seine Romane, Erzählungen – darunter auch viel Kinder- und Jugendliteratur – und Gedichte überwiegend auf Spanisch, zum Teil aber auf Chanka-Quechua schreibt. Daneben hat er durch Literaturübersetzungen vom Spanischen ins Quechua zur Quechua-Literatur beigetragen.

## Leben
Sócrates Zuzunaga Huaita wurde 1954 in Pausa geboren. Nach eigener Aussage las er bereits in seiner frühen Kindheit und erzählte phantastische Geschichten. Er studierte das Lehramt für spanische Sprache und Literatur an der auch als La Cantuta bekannten Universidad Nacional de Educación Enrique Guzmán y Valle (UNE) in Lima, wo er Lizenziat wurde. 2020 war er an der privaten Universidad de Ciencias y Humanidades in Lima Dozent für Kinderliteratur, die Sprachen Spanisch und Quechua sowie Musik und Kultur der Anden.
Einige seiner bekanntesten Erzählungen, unter ihnen viel Kinderliteratur, sind Con llorar no se gana nada (1988, „Mit Weinen erreicht man nichts“), Y tenía dos luceros (1998, „Und ich hatte zwei Sterne“), Recuerdos de lluvia (1999, „Erinnerungen an Regen“), Florecitas de Ñawin Pukio (2008, „Blümchen von Ñawinpuquio“), Negracha (2008, „Das schwarze Schäfchen“), Taita Serapio (2009, „Vater Serapio“), Zorrito de puna (2009, „Füchschen der Puna“), Takacho, Takachito, Takachín (2009) und De junco y capulí (2010, „Von Binsen und Traubenkirschen“). Auf Chanka-Quechua schrieb er die Erzählungen Tullpa willaykuna (2006, „Erzählungen von Heim und Herd“) und den Gedichtband Kuyaypa kanchariynin (2011, „Das Licht der Liebe“).
2011 erschien sein Roman La noche y sus aullidos („Die Nacht und ihr Heulen“), in dem er über den bewaffneten Konflikt in Peru erzählt aus der Perspektive der Menschen von Ayacucho, die sich mitten im Krieg befinden.
2015 übersetzte Sócrates Zuzunaga im Rahmen eines Projekts der Dirección Desconcentrada de Cultura de Cuzco zwei Erzählungen von Adolfo Bioy Casares (Paulinapa yuyayninpi / En memoria de Paulina) und Clarice Lispector (Kañakuymantaqa chayqa allichkanmi / Melhor do que arder) aus dem Spanischen beziehungsweise Portugiesischen ins Chanka-Quechua, während drei Erzählungen von Gabriel García Márquez (Machu wiraquchataq raprasapataq / Un señor muy viejo con unas alas enormes), Mario Vargas Llosa (Qamchu ñuqachu wañusunchik / El desafío) und Juan Carlos Onetti (Qhalilla sumaqlla Bob / Bienvenido Bob) von Georgina Maldonado Gómez übersetzt wurden. Alle diese Übersetzungen ins Quechua wurden 2015 in Cusco veröffentlicht.

## Auszeichnungen
Sócrates Zuzunaga Huaita gewann 1994, 1999, 2000, 2005 und 2007 mit seinen Werken Recuerdos de lluvia, Un rinconcito de ensueños y retamales, De junco y capulí und anderen den peruanischen Preis Premio Nacional de Educación Horacio. Zweimal gewann er den ersten Preis der Quechua-Literatur (Primer Premio de Literatura Quechua) der Universidad Federico Villarreal, 2000 mit seinen Erzählungen Tullpa willaykuna und 2006 mit seinem Gedichtband Kuyaypa kanchariynin. Mit seinem Roman La Noche y sus Aullidos gewann er 2009 den Preis Premio Copé in Gold für den besten Roman.

## Werke

### Romane auf Spanisch
- La noche y sus aullidos. Petróleos del Perú, Lima 2011, ISBN 978-9972-606-86-1.

### Erzählungen auf Spanisch
- Recuerdos de lluvia. San Marcos, Lima 1999.
- Florecitas de Ñawin Pukio. Altazor, Lima 2008, ISBN 978-9972-839-63-4.
- Taita Serapio. Altazor, Lima 2009, ISBN 978-9972-839-86-3.
- Zorrito de puna. Altazor, Lima 2009, ISBN 978-9972-839-83-2.
- Takacho, Takachito, Takachín. Altazor, Lima 2009, ISBN 978-9972-839-18-4.
- El sueño del picaflor y otros cuentos. Altazor, Lima 2010, ISBN 978-9972-839-60-3.
- Siwarcito. Altazor, Lima 2013, ISBN 978-612412260-6.
- Zorrito de puna. 2. Auflage. Crecer, Lima 2017, ISBN 978-612421783-8.
- Takacho, Takachito, Takachín. 2. Auflage. Crecer, Lima 2017, ISBN 978-612421784-5.
- Recuerdos de lluvia. 2. Auflage. Crecer, Lima 2017, ISBN 978-612421789-0.
- Juancito andino. Crecer, Lima 2017, ISBN 978-612421781-4.
- Negracha. Crecer, Lima 2017, ISBN 978-612421785-2.
- Champillo y yo. Crecer, Lima 2017, ISBN 978-612421782-1.
- Una piedra que llora. Crecer, Lima 2017, ISBN 978-612421778-4.
- Yo soy el picaflor esmeralda. Crecer, Lima 2017, ISBN 978-612421788-3.
- El músico mendigo. Crecer, Lima 2017, ISBN 978-612421786-9.
- Cuentos infantiles de mi tierra. Crecer, Lima 2017, ISBN 978-612421791-3.
- Con llorar no se gana nada. Crecer, Lima 2017, ISBN 978-612421790-6.
- Paloma torcaza. Crecer, Lima 2017, ISBN 978-612421787-6.
- La laguna azul y otros cuentos. Crecer, Lima 2017, ISBN 978-612421777-7.
- El primer amor nunca se olvida. Grupo Editorial Quimérica, Lima 2019, ISBN 978-612481490-7.

### Erzählungen auf Quechua (mit spanischer Übersetzung)
- Tullpa willaykuna (Cuentos del hogar). Universidad Nacional Federico Villarreal, Editorial Universitaria, Lima 2001. (in einem Buch herausgegeben mit: José Tapia Aza: Maqt'illu).

### Gedichte auf Quechua (mit spanischer Übersetzung)
- Kuyaypa kanchariynin – La luz del amor. Universidad Nacional Federico Villarreal, Editorial Universitaria, Lima 2011.

### Literarische Übersetzungen ins Quechua
- Clarice Lispector: Kañakuymantaqa chayqa allichkanmi. Perú, Ministerio de Cultura, Dirección Desconcentrada de Cultura de Cusco, 2015, ISBN 978-612416536-8 (45 Seiten, vom portugiesischen Original Melhor do que arder).
- Adolfo Bioy Casares: Paulinapa yuyayninpi. Perú, Ministerio de Cultura, Dirección Desconcentrada de Cultura de Cusco, 2015, ISBN 978-612416535-1 (103 Seiten, vom spanischen Original En memoria de Paulina).